# ريد لان
ريد لان (بالإنجليزية: Red Lane)‏ هو مغني وكاتب أغاني وموسيقي أمريكي، ولد في 9 فبراير 1939 في لويزيانا في الولايات المتحدة، وتوفي في 1 يوليو 2015 في ناشفيل في الولايات المتحدة بسبب سرطان.

## وصلات خارجية
- ريد لين على موقع IMDb (الإنجليزية)
- ريد لين على موقع ميوزك برينز (الإنجليزية)
- ريد لين على موقع أول ميوزيك (الإنجليزية)
- ريد لين على موقع ديسكوغز (الإنجليزية)